# Ормузская крепость
Ормузская крепость (порт. Forte de Nossa Senhora da Conceição de Ormuz, перс. قلعه هرمز‎) — португальская крепость на острове Ормуз, построенная в первой половине XVI века.
Крепость была построена и принадлежала Португальской колониальной империи в 1507—1622 годах. Начал строительство основатель империи Афонсу де Албукерке после захвата острова, являвшегося центром региональной торговли. Этим шагом Португалия поставила под свой контроль Персидский залив.
В 1622 году крепость была отвоевана совместными усилиями англичан и персов, и португальцы навсегда были изгнаны с острова Ормуз.

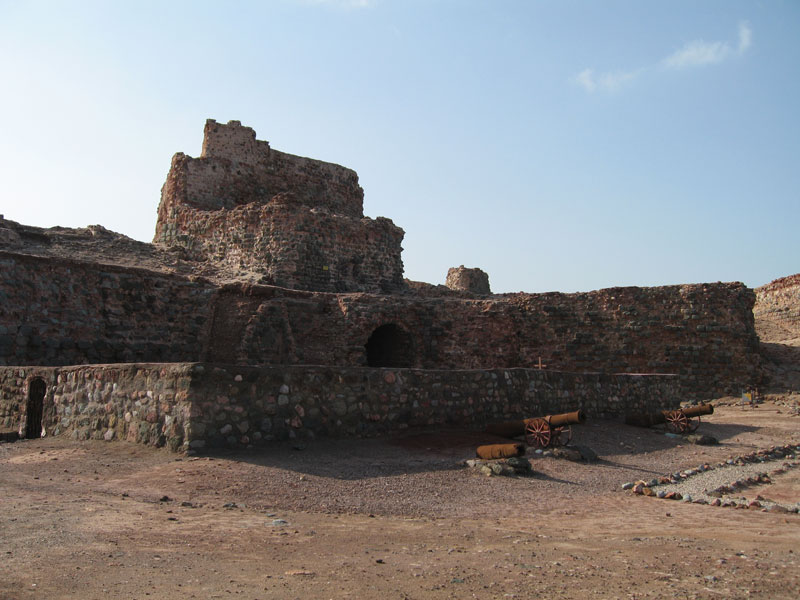
Руины
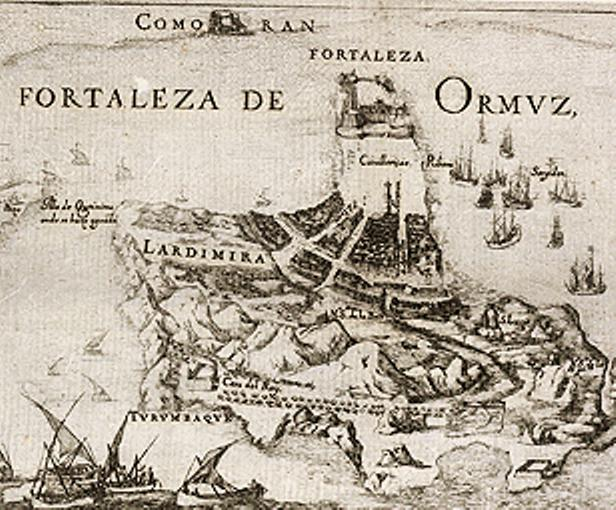
Город и крепость Ормуз в XVII веке
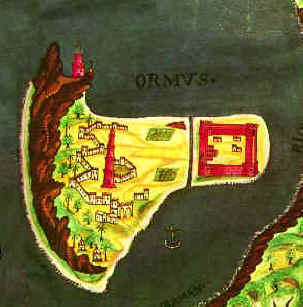
На португальской карте XVII века